# Okręg Châteaulin
Okręg Châteaulin (fr. Arrondissement de Châteaulin) – okręg w północno-zachodniej Francji. Populacja wynosi 84 900.

## Podział administracyjny
W skład okręgu wchodzą następujące kantony:
- Carhaix-Plouguer,
- Châteaulin,
- Châteauneuf-du-Faou,
- Crozon,
- Faou,
- Huelgoat,
- Pleyben.